# Liste de sites mayas

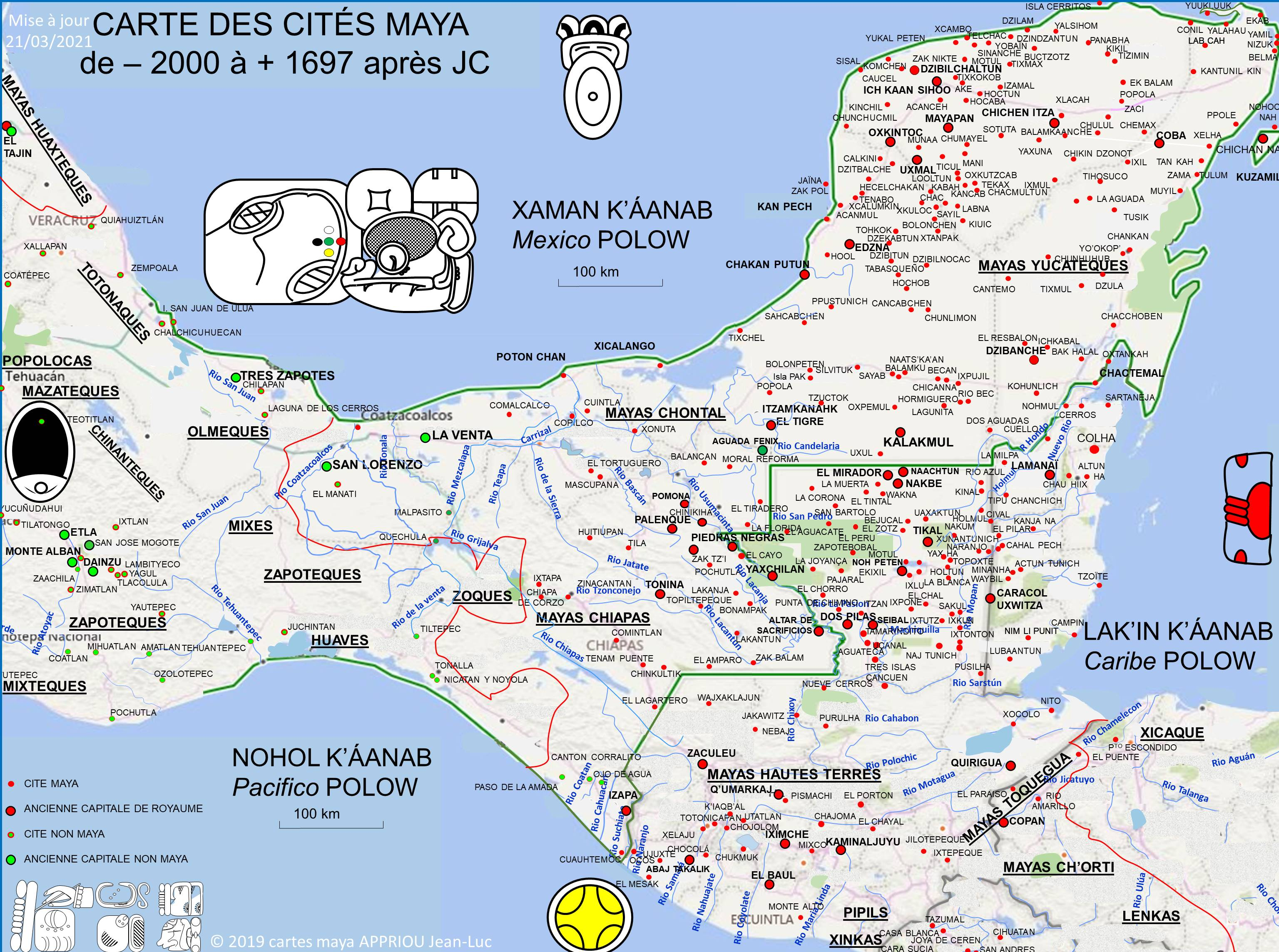
Cités et limites de la zone maya en 1519.

Cette liste de sites mayas est une liste alphabétique répertoriant un nombre significatif de sites archéologiques associés à la civilisation maya de la Mésoamérique.

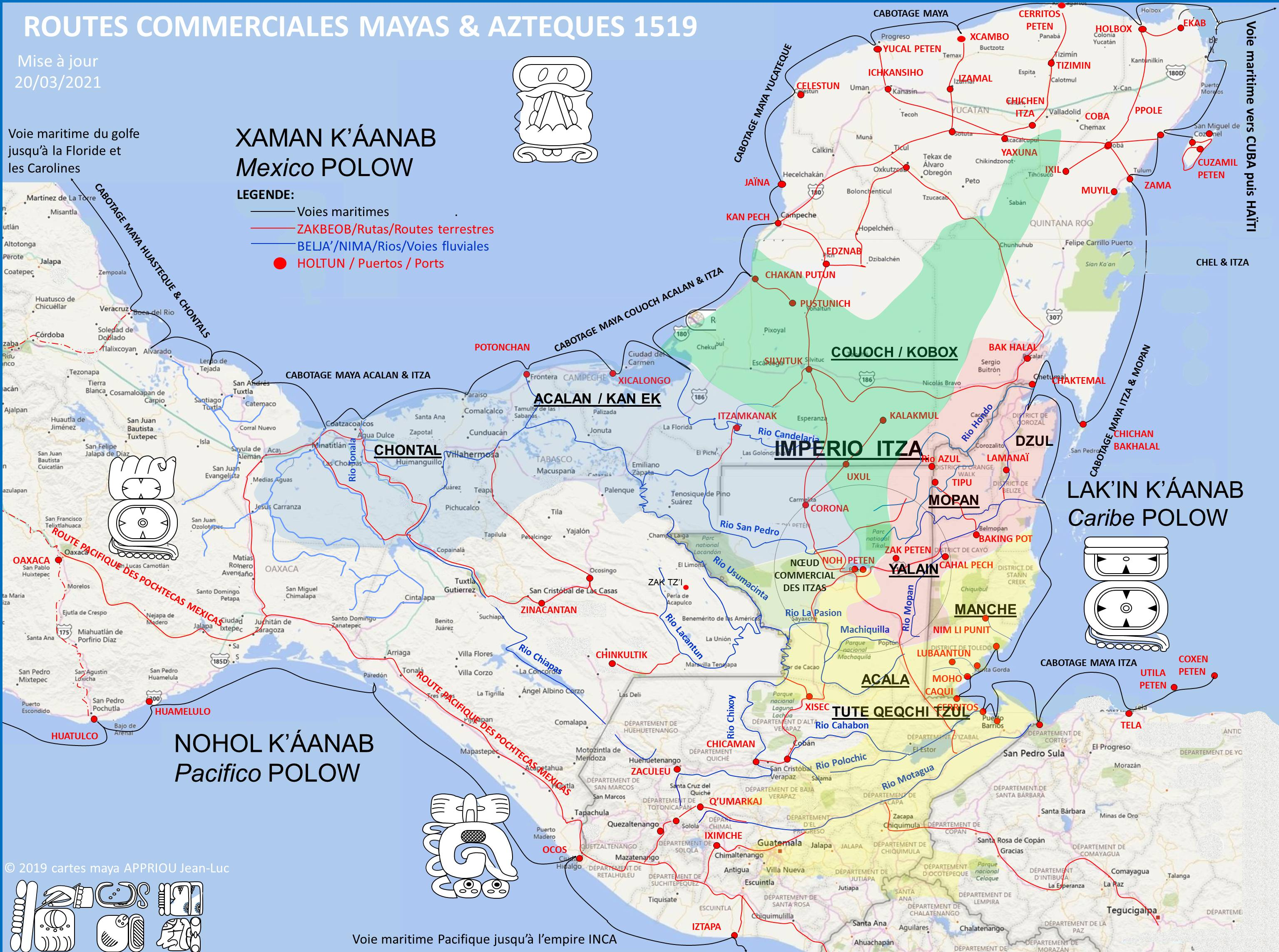
Routes commerciales Mayas et Aztèques vers 1519 juste avant la conquête Espagnole.

Les peuples et les cultures relevant de la civilisation maya s'étendent sur plus de 2 500 ans d'histoire mésoaméricaine, dans la partie méridionale de la Mésoamérique qui comprend les États actuels du Guatemala et du Belize, une partie du Honduras et du Salvador, et les États du Sud du Mexique comprenant l’Isthme de Tehuantepec et toute la Péninsule du Yucatán.
Dans cette région, plusieurs centaines de sites mayas ont été étudiés au cours de prospections archéologiques et des fouilles, alors que les petits sites non explorés (ou inconnus) sont si nombreux (une étude a répertorié plus de 4 400 sites mayas) qu'aucune liste complète des sites archéologiques n'a encore été dressée. La liste qui apparaît ici est nécessairement incomplète, mais elle comprend des sites remarquables ayant fait l’objet de plusieurs grandes études encore en cours, et inclus dans le Corpus des inscriptions hiéroglyphiques mayas (ISMC) et d'autres sources.
Ignorer l'article l'espagnol "El" ou "La" pour rechercher un site dans la liste alphabétique par exemple pour El Mirador, voir la section M plutôt que E.

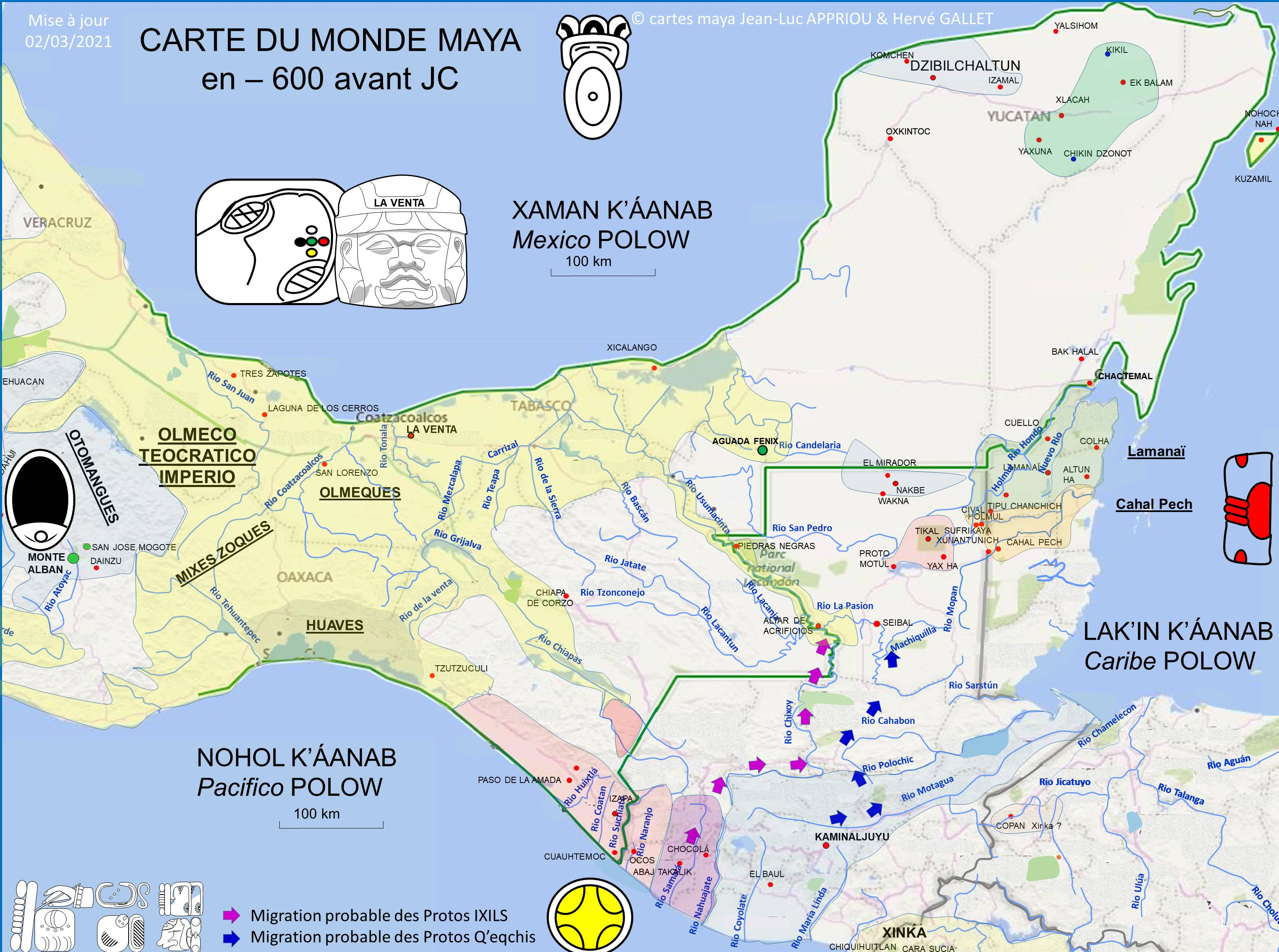
Apogée Olmèque de La Venta vers -600 av. J.-C. Course à la conquête du Peten gagnée par les Mayas

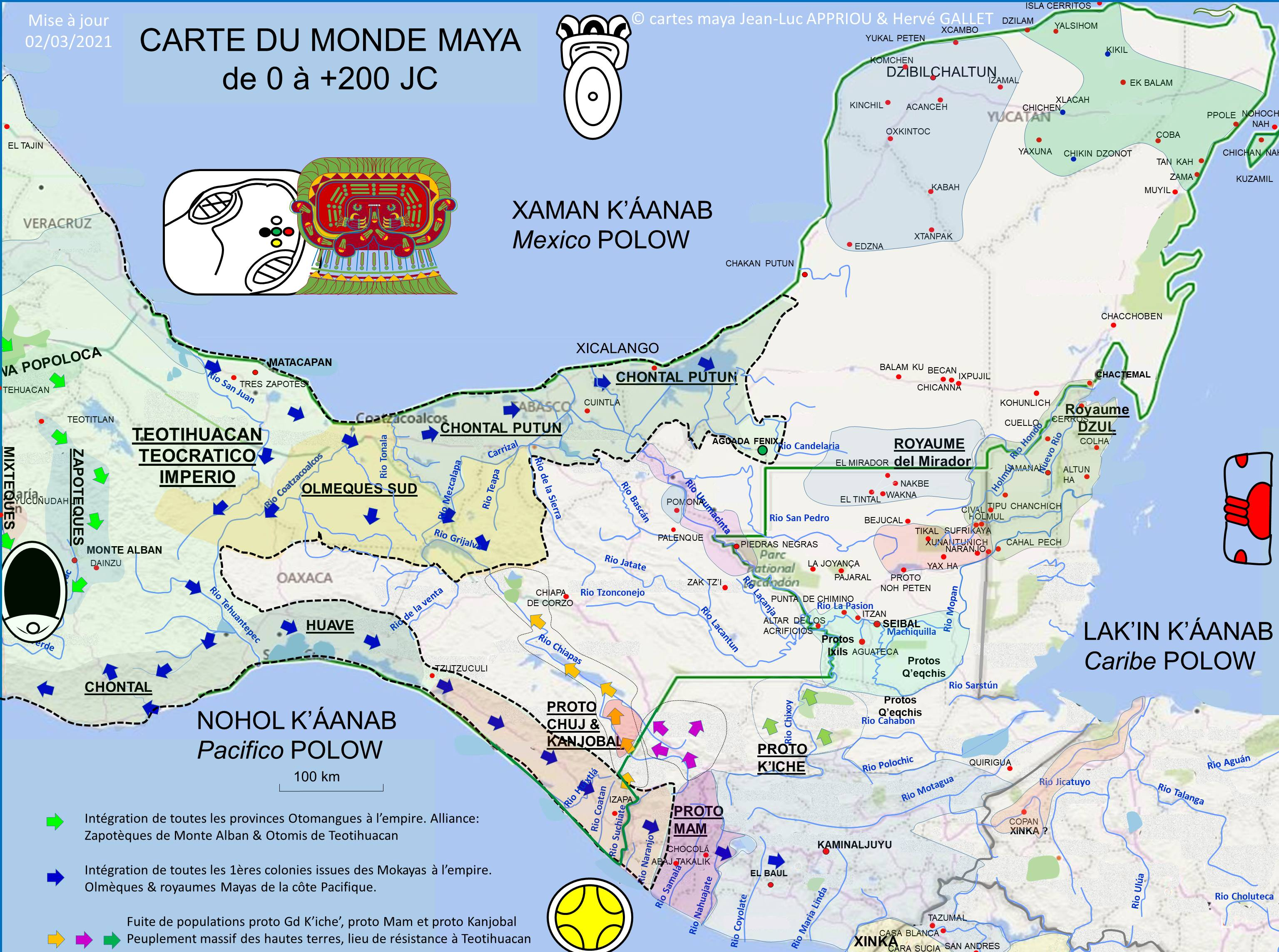
1re vague de conquête de Teotihuacan en zone Maya vers +200 apr. J.-C., royaumes de la côte Pacifique

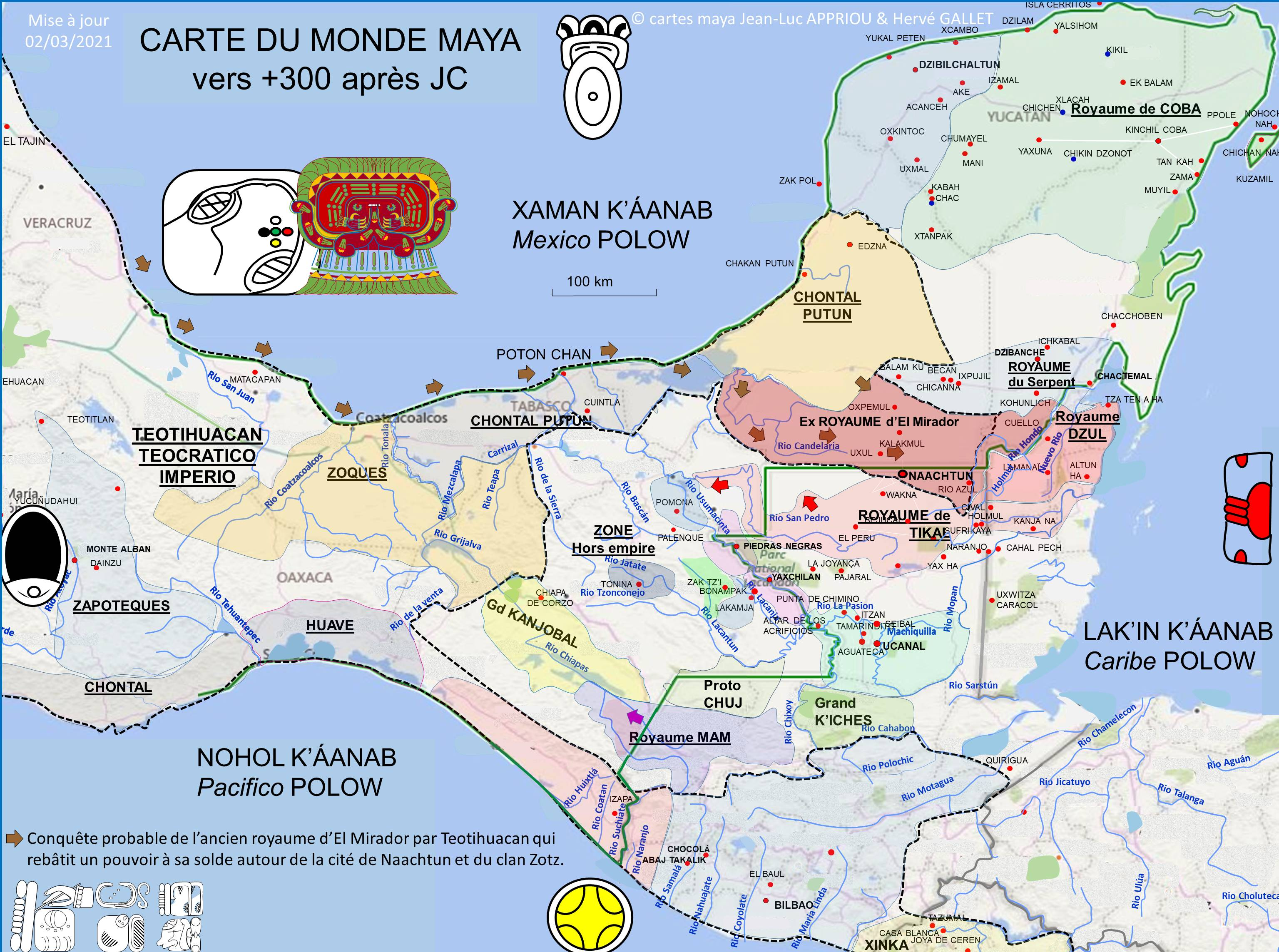
Mise sous Tutelle de l'ancien royaume d'El Mirador par Teotihuacan vers 300 apr. J.-C. par alliance avec Naachtun

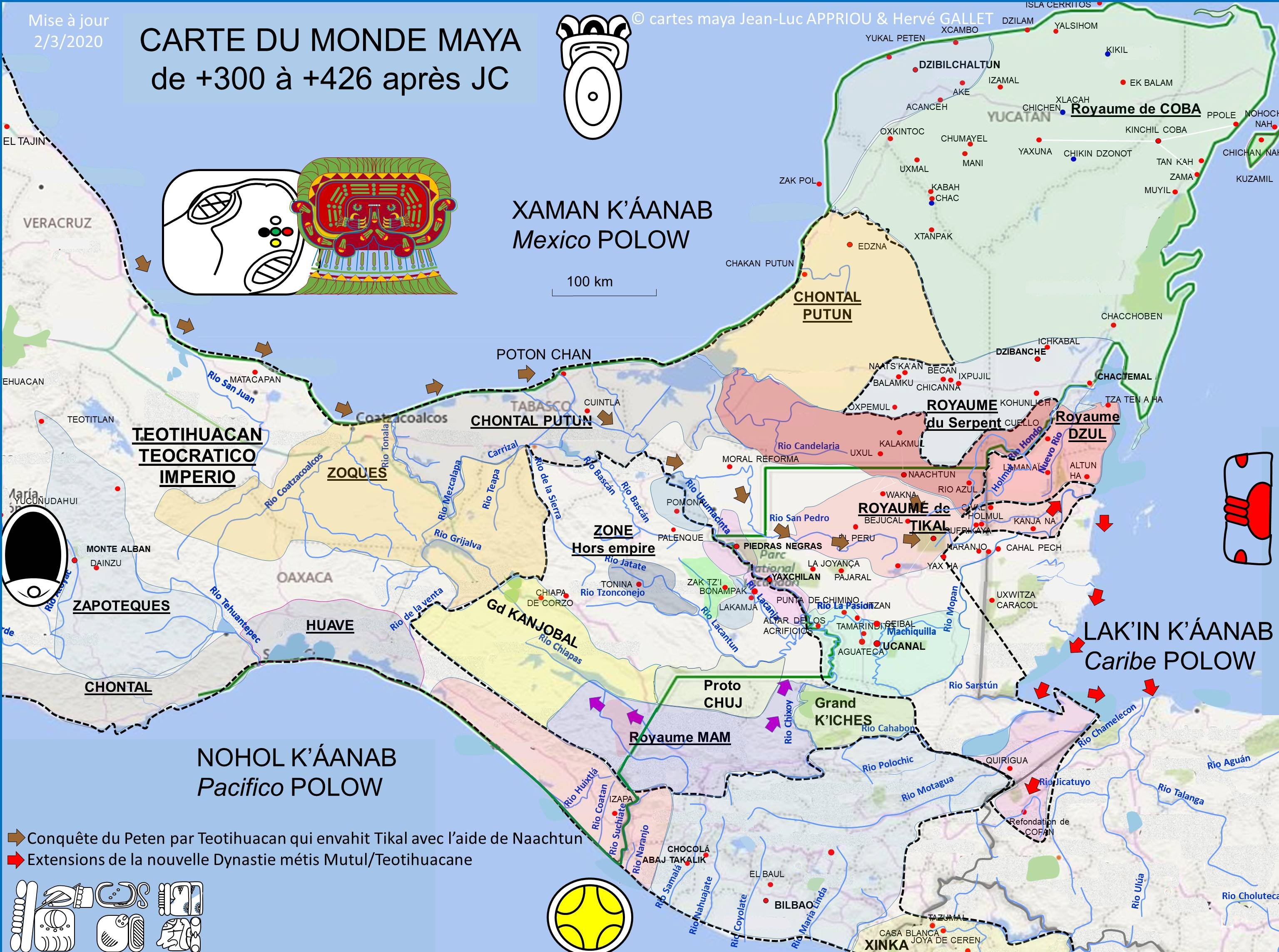
Entrada de Teotihuacan à Tikal en 378 apr. J.-C.

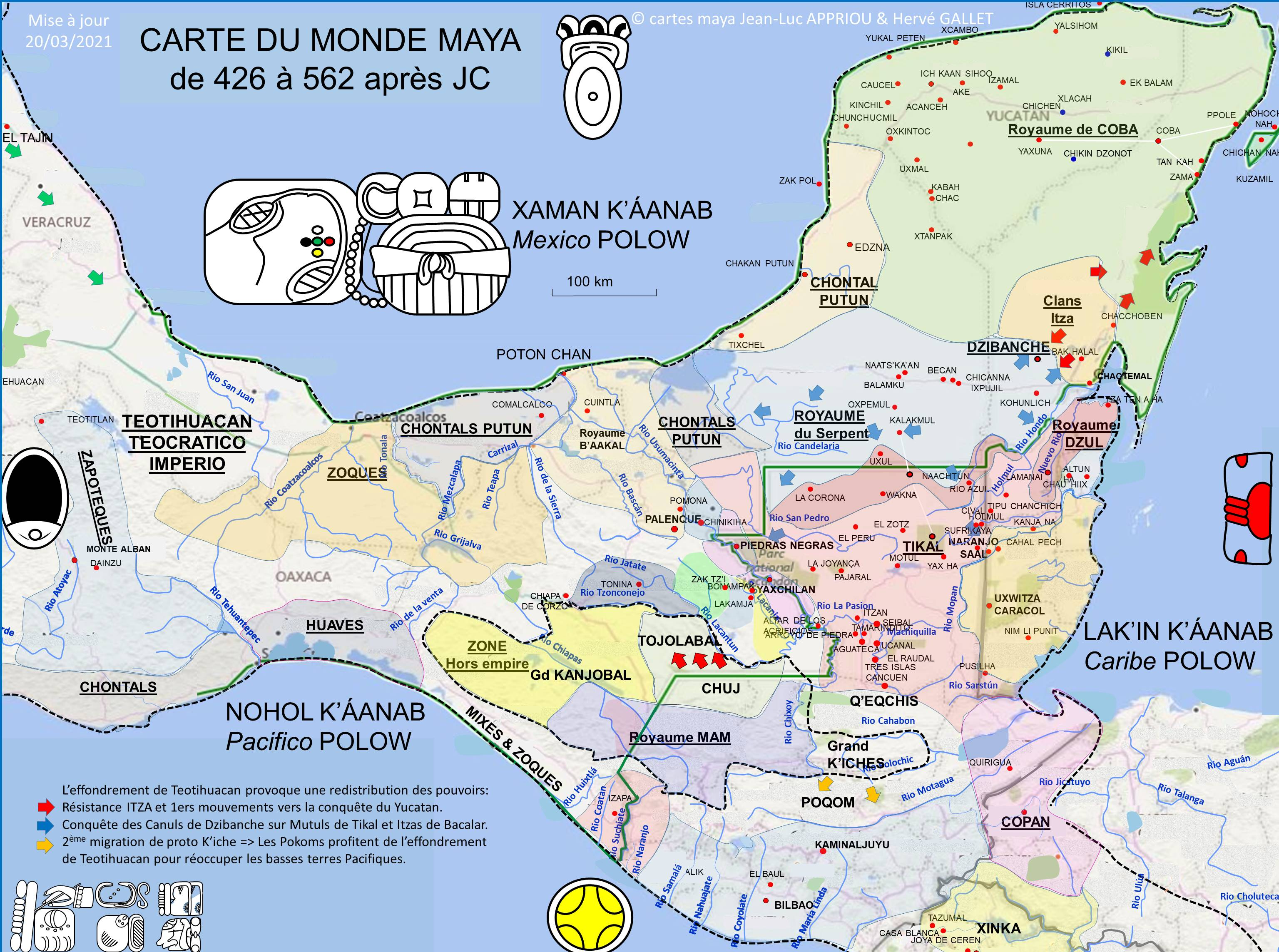
Apogée de Tikal dans la zone Maya entre 426 et 562 apr. J.-C.

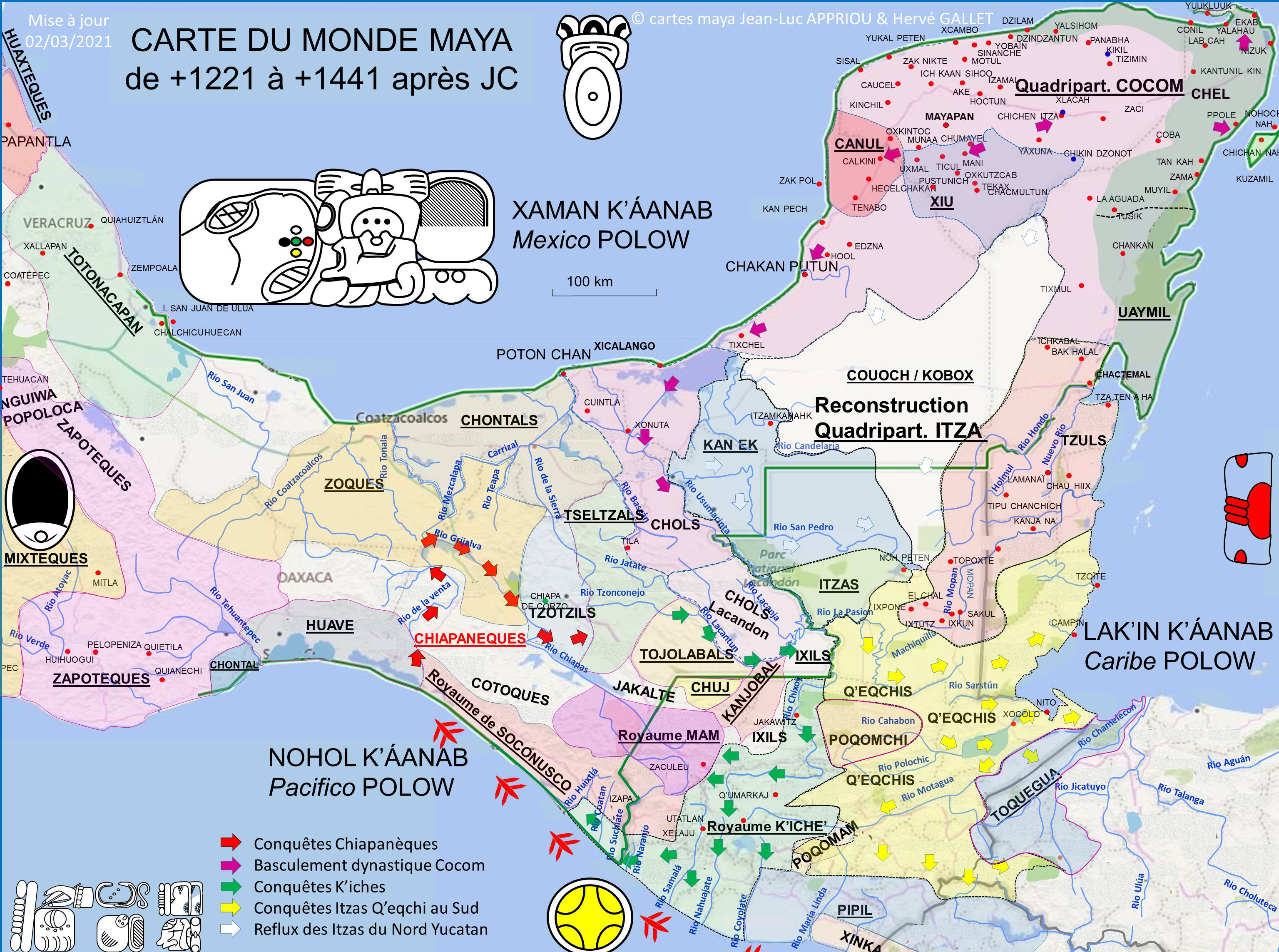
Domination de Mayapán sur le monde Maya de 1221 à 1441

## Liste alphabétique
- Haut – A
- B
- C
- D
- E
- F
- G
- H
- I
- J
- K
- L
- M
- N
- O
- P
- Q
- R
- S
- T
- U
- V
- W
- X
- Y
- Z

### A

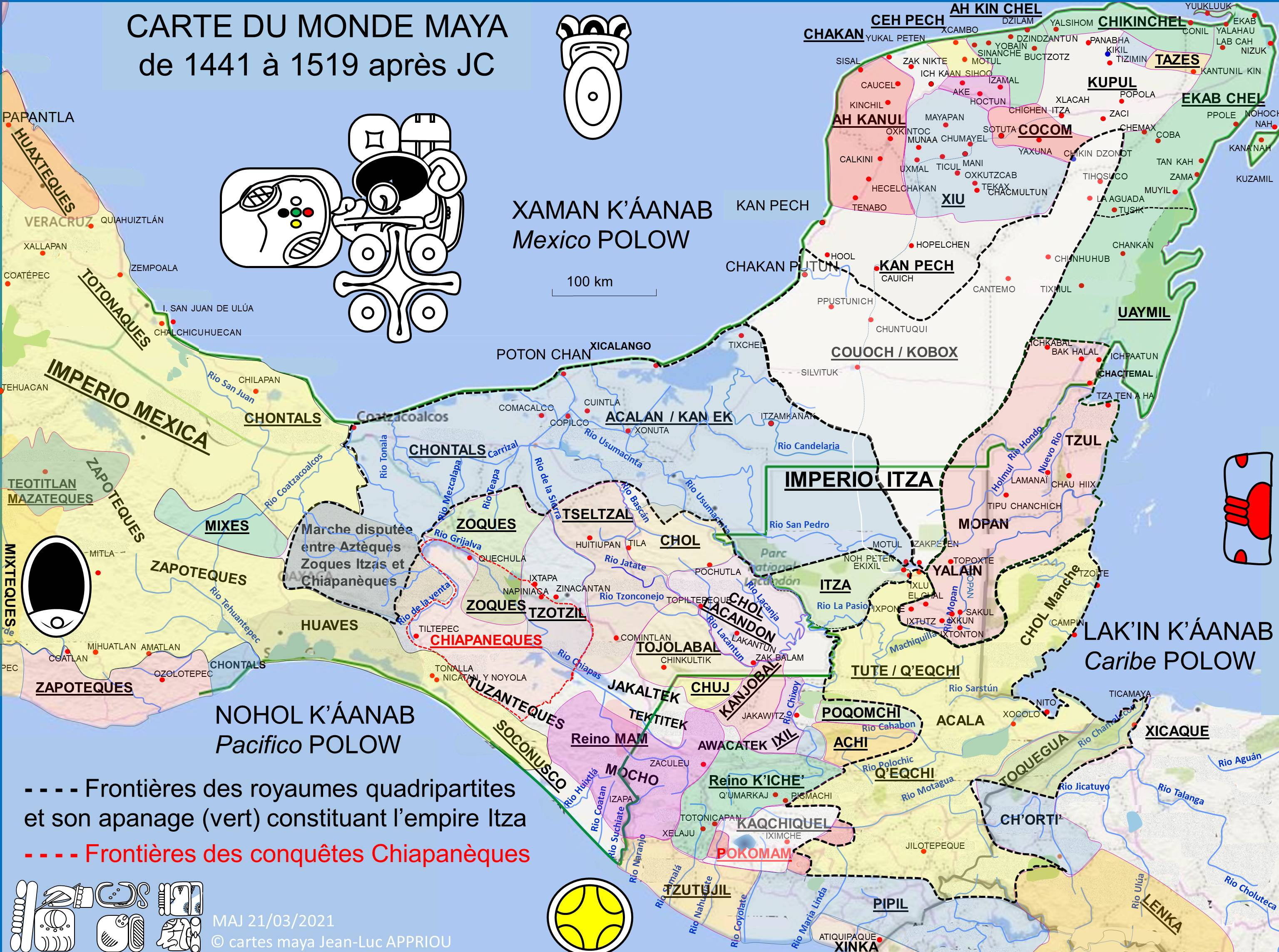
Frontières des royaumes mayas en 1519.

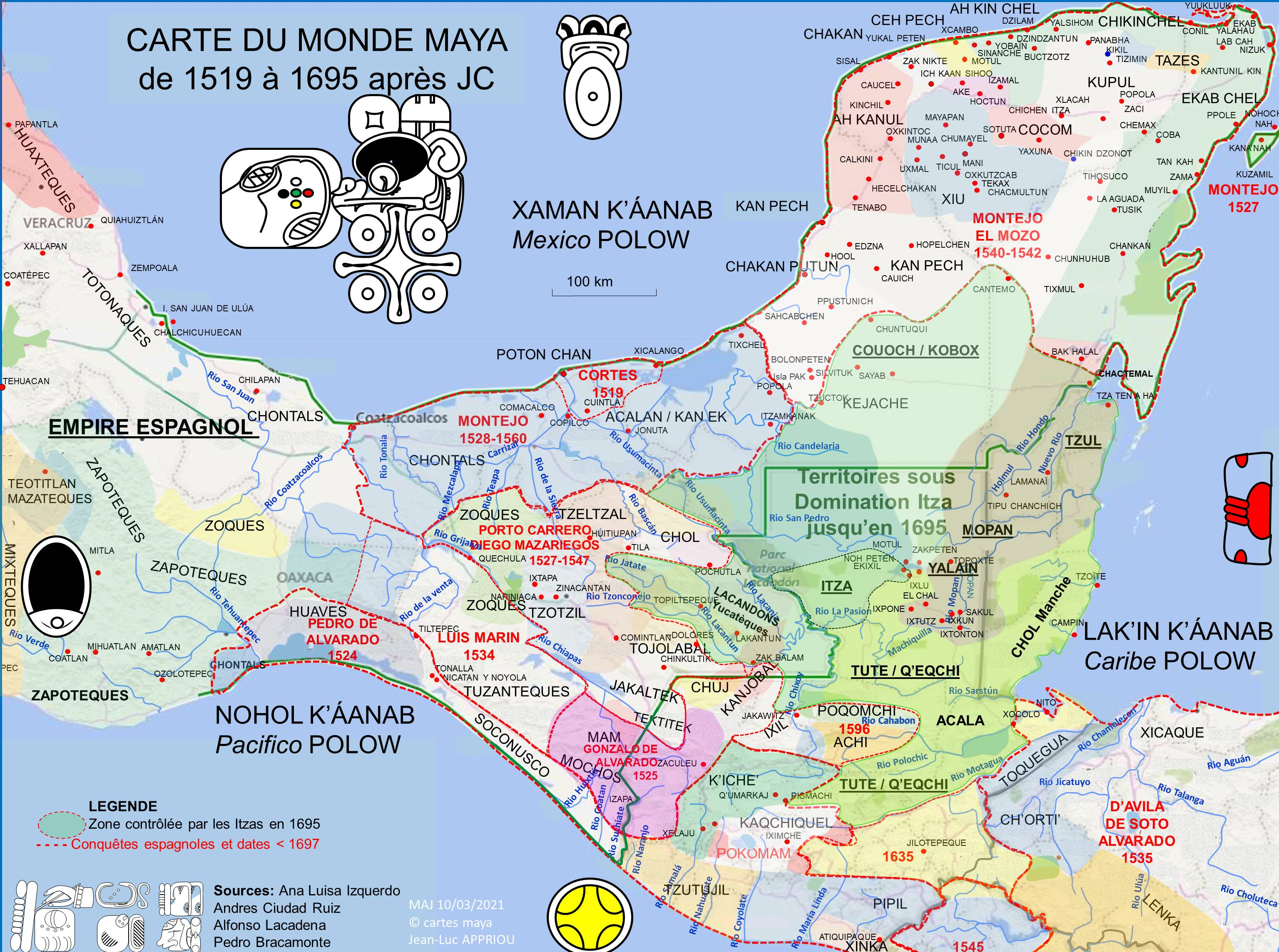
Résistance pendant 180 ans de la quadripartition Itza de Tayasal à la colonisation Espagnole

| Site                  | Localisation                         | Photo |
| --------------------- | ------------------------------------ | ----- |
| Abaj Takalik          | Département de Retalhuleu, Guatemala |       |
| Acanceh               | Yucatán, Mexique                     |       |
| Acanmul               | Campeche, Mexique                    |       |
| Actun Tunichil Muknal | District de Cayo, Belize             |       |
| Actuncan              | District de Cayo, Belize             |       |
| El Aguacate           | Département du Petén, Guatemala      |       |
| Aguada Fénix          | État de Tabasco, Mexique             |       |
| Aguas Calientes       | Département du Petén, Guatemala      |       |
| Aguateca              | Département du Petén, Guatemala      |       |
| Ake                   | Yucatán, Mexique                     |       |
| Akte                  | Département du Petén, Guatemala      |       |
| Almuchil              | Campeche, Mexique                    |       |
| Alta Mira             | Département du Petén, Guatemala      |       |
| Altar de los Reyes    | Campeche, Mexique                    |       |
| Altar de Sacrificios  | Département du Petén, Guatemala      |       |
| Altun Ha              | District de Cayo, Belize             |       |
| La Amelia             | Département du Petén, Guatemala      |       |
| El Amparo             | Chiapas, Mexique                     |       |
| Anayte'               | Chiapas, Mexique                     |       |
| Anonal                | Département du Petén, Guatemala      |       |
| Arroyo de Piedra      | Département du Petén, Guatemala      |       |

### B
| Site             | Localisation                       | Photo |
| ---------------- | ---------------------------------- | ----- |
| Baking Pot       | District de Cayo, Belize           |       |
| Balberta         | Département d'Escuintla, Guatemala |       |
| Balakbal         | Campeche, Mexique                  |       |
| Balamku          | Campeche, Mexique                  |       |
| Balamtun         | Département du Petén, Guatemala    |       |
| Balankanche      | Yucatán, Mexique                   |       |
| El Baúl          | Département d'Escuintla, Guatemala |       |
| Becán            | Campeche, Mexique                  |       |
| Bejucal          | Département du Petén, Guatemala    |       |
| Bellote          | Tabasco, Mexique                   |       |
| Blackman Eddy    | District de Cayo, Belize           |       |
| La Blanca, Peten | Département du Petén, Guatemala    |       |
| Bolonchen        | Campeche, Mexique                  |       |
| Bonampak         | Chiapas, Mexique                   |       |
| Buena Vista      | Département du Petén, Guatemala    |       |

### C
| Site                               | Localisation                             | Photo |
| ---------------------------------- | ---------------------------------------- | ----- |
| Cahal Pech                         | District de Cayo, Belize                 |       |
| Calakmul                           | Campeche, Mexico                         |       |
| Campeche                           | Campeche, Mexique                        |       |
| Cancuen                            | Département du Petén, Guatemala          |       |
| Cansacbe                           | Campeche, Mexique                        |       |
| Caracol                            | District de Cayo, Belize                 |       |
| El Caribe                          | Département du Petén, Guatemala          |       |
| Cenotillo                          | Yucatán, Mexique                         |       |
| Los Cerritos-Chijoj                | Département du Quiché, Guatemala         |       |
| Cerro Quiac                        | Département de Quetzaltenango, Guatemala |       |
| Cerros                             | District de Corozal, Belize              |       |
| Chac II                            | Yucatán, Mexique                         |       |
| Chacchobén                         | Quintana Roo, Mexique                    |       |
| Chacmultun                         | Yucatán, Mexico                          |       |
| Chakalal                           | Quintana Roo, Mexique                    |       |
| Chakokot                           | Département du Petén, Guatemala          |       |
| El Chal                            | Département du Petén, Guatemala          |       |
| Chapayal                           | Département du Petén, Guatemala          |       |
| Chiapa de Corzo                    | Chiapas, Mexique                         |       |
| Chicanná                           | Campeche, Mexique                        |       |
| Chichen Itza                       | Yucatán, Mexique                         |       |
| Chichmul                           | Yucatán, Mexique                         |       |
| El Chicozapote                     | Département du Petén, Guatemala          |       |
| Chinaha                            |                                          |       |
| Chinikiha                          | Chiapas, Mexique                         |       |
| Chinkultic                         | Chiapas, Mexique                         |       |
| Chitinamit                         | Département du Quiché, Guatemala         |       |
| Chocolá                            | Département de Suchitepéquez, Guatemala  |       |
| Chojolom                           | Département de Quetzaltenango, Guatemala |       |
| El Chorro                          | Département du Petén, Guatemala          |       |
| Chuctiepa                          | Chiapas, Mexique                         |       |
| Chunchucmil                        | Yucatán, Mexique                         |       |
| Chunhuhub                          | Campeche, Mexique                        |       |
| Chunhuitz                          | Département du Petén, Guatemala          |       |
| Chunlimón                          | Campeche, Mexique                        |       |
| Chutixtiox                         | Département du Quiché, Guatemala         |       |
| Cival                              | Département du Petén, Guatemala          |       |
| Civiltuk                           |                                          |       |
| Coba                               | Quintana Roo, Mexique                    |       |
| Comalcalco                         | Tabasco, Mexique                         |       |
| Comitan                            | Chiapas, Mexique                         |       |
| Consacbe                           |                                          |       |
| Copán                              | Département de Copán, Honduras           |       |
| La Corona (l’énigmatique "Site Q") | Département du Petén, Guatemala          |       |
| Corozal Town                       | District de Corozal, Belize              |       |
| Cozumel                            | Quintana Roo, Mexique                    |       |
| Cuca                               | Yucatán, Mexique                         |       |
| Cuello                             | District d'Orange Walk, Belize           |       |
| Culuba                             | Yucatán, Mexique                         |       |

### D
| Site          | Localisation                    | Photo |
| ------------- | ------------------------------- | ----- |
| Dos Pilas     | Département du Petén, Guatemala |       |
| Dzehkabtun    | Campeche, Mexico                |       |
| Dzekilna      | Yucatán, Mexico                 |       |
| Dzibanché     | Quintana Roo, Mexico            |       |
| Dzibilchaltun | Yucatán, Mexico                 |       |
| Dzibilnocac   | Campeche, Mexico                |       |
| Dzibiltun     | Campeche, Mexico                |       |
| Dzilam        | Yucatán, Mexico                 |       |
| Dzitbalche    | Campeche, Mexico                |       |
| Dzula         | Quintana Roo, Mexico            |       |

### E
| Site                     | Localisation                    |  |
| ------------------------ | ------------------------------- |  |
| Edzna                    | Campeche, Mexico                |  |
| Ek' Balam                | Yucatán, Mexico                 |  |
| Ekab (la moderne Cancún) | Quintana Roo, Mexico            |  |
| El Encanto (Chiapas)     | Chiapas, Mexico                 |  |
| El Encanto (Petén)       | Département du Petén, Guatemala |  |
| Colonia La Esperanza     | Chiapas, Mexico                 |  |

### F
| Site                  | Localisation                    | Photo |
| --------------------- | ------------------------------- | ----- |
| La Florida            | Département du Petén, Guatemala |       |
| Flores (voir Tayasal) | Département du Petén, Guatemala |       |

### G
| Site                      | Localisation                     | Photo |
| ------------------------- | -------------------------------- | ----- |
| Guaquitepec               | Chiapas, Mexico                  |       |
| Gumarcaj (voir Q'umarkaj) | Département du Quiché, Guatemala |       |

### H
| Site            | Localisation                    | Photo |
| --------------- | ------------------------------- | ----- |
| Hacienda Hotzuc | Yucatán, Mexico                 |       |
| Halakal         | Yucatán, Mexico                 |       |
| Halal           | Yucatán, Mexico                 |       |
| Haltunchon      | Campeche, Mexico                |       |
| Los Higos       | Département de Copán, Honduras  |       |
| Hix Witz        | Département du Petén, Guatémala |       |
| Hochob          | Campeche, Mexico                |       |
| Holactun        | Campeche, Mexico                |       |
| La Honradez     | Département du Petén, Guatemala |       |
| Holtun          | Département du Petén, Guatemala |       |
| Hormiguero      | Campeche, Mexico                |       |
| Huacutal        | Département du Petén, Guatemala |       |
| Huntichmul      | Yucatán, Mexico                 |       |
| Huntichmul II   | Campeche, Mexico                |       |

### I
| Site                               | Localisation                            | Photo |
| ---------------------------------- | --------------------------------------- | ----- |
| Ichmac                             | Campeche, Mexique                       |       |
| Ichmul                             | Yucatán, Mexique                        |       |
| Ichpaatun                          | Quintana Roo, Mexique                   |       |
| Ichpich                            | Campeche, Mexique                       |       |
| Ikil (Maya site)                   | Yucatán, Mexique                        |       |
| Île de Jaina                       | Campeche, Mexique                       |       |
| Île de Piedras                     | Campeche, Mexique                       |       |
| Itsimte-Sacluk                     | Département du Petén, Guatemala         |       |
| Itzamkanac                         | Campeche, Mexique                       |       |
| Itzan                              | Département du Petén, Guatemala         |       |
| Itzimte-Bolonchen (voir Bolonchen) | Campeche, Mexique                       |       |
| Ixil                               | Yucatán, Mexique                        |       |
| Iximche                            | Département de Chimaltenango, Guatemala |       |
| Ixkun                              | Département du Petén, Guatemala         |       |
| Ixlú                               | Département du Petén, Guatemala         |       |
| Ixtelha                            | Chiapas, Mexique                        |       |
| Ixtonton                           | Département du Petén, Guatemala         |       |
| Ixtutz                             | Département du Petén, Guatemala         |       |
| Izamal                             | Yucatán, Mexique                        |       |
| Izapa                              | Chiapas, Mexique                        |       |

### J
| Site                       | Localisation                         | Photo |
| -------------------------- | ------------------------------------ | ----- |
| Jacawitz (voir Chitinamit) | Département du Quiché, Guatemala     |       |
| Île de Jaina               | Campeche, Mexique                    |       |
| Jimbal                     | Département du Petén, Guatemala      |       |
| Jolja'                     | Chiapas, Mexique                     |       |
| Jonuta                     | Tabasco, Mexique                     |       |
| Joya de Cerén              | Département de La Libertad, Salvador |       |
| La Joyanca                 | Département du Petén, Guatemala      |       |

### K
| Site        | Localisation                        | Photo |
| ----------- | ----------------------------------- | ----- |
| Kabah       | Yucatán, Mexique                    |       |
| Kalakmul    | Campeche, Mexique                   |       |
| Kaminaljuyu | Département de Guatemala, Guatemala |       |
| Kana        | Quintana Roo, Mexique               |       |
| Kanki       | Campeche, Mexique                   |       |
| Kantunilkín | Quintana Roo, Mexique               |       |
| Kaxuinic    | District d'Orange Walk, Belize      |       |
| Kayal       | Campeche, Mexique                   |       |
| Kinal       | Département du Petén, Guatemala     |       |
| Kiuic       | Yucatán, Mexique                    |       |
| Kohunlich   | Quintana Roo, Mexique               |       |
| Komchén     | Yucatán, Mexico                     |       |

### L
| Site           | Localisation                    | Photo |
| -------------- | ------------------------------- | ----- |
| Labna          | Yucatán, Mexico                 |       |
| Lacanha        | Chiapas, Mexico                 |       |
| Laguna Perdida | Département du Petén, Guatemala |       |
| Lagunita       | Campeche, Mexico                |       |
| Lamanai        | District d'Orange Walk, Belize  |       |
| Lashtunich     | Département du Petén, Guatemala |       |
| Loltun         | Yucatán, Mexico                 |       |
| López Mateos   | Chiapas, Mexico                 |       |
| Louisville     | District de Corozal, Belize     |       |
| Lubaantun      | Toledo District, Belize         |       |

### M
| Site                | Localisation                        | Photo |
| ------------------- | ----------------------------------- | ----- |
| Machaquila          | Département du Petén, Guatemala     |       |
| Managua (Maya site) | Campeche, Mexico                    |       |
| Maní                | Yucatán, Mexico                     |       |
| La Mar              | Chiapas, Mexico                     |       |
| Mario Ancona        | Quintana Roo, Mexico                |       |
| Maxcanu             | Yucatán, Mexico                     |       |
| Mayapan             | Yucatán, Mexico                     |       |
| El Meco             | Quintana Roo, Mexico                |       |
| La Milpa            | District d'Orange Walk, Belize      |       |
| Minanha             | District de Cayo, Belize            |       |
| El Mirador          | Département du Petén, Guatemala     |       |
| Miraflores          | Chiapas, Mexico                     |       |
| Mixco Viejo         | Chimaltenango Department, Guatemala |       |
| Montana             | Département d'Escuintla, Guatemala  |       |
| Monte Alto          | Département d'Escuintla, Guatemala  |       |
| La Montura          | Département du Petén, Guatemala     |       |
| Mopila              | Yucatán, Mexico                     |       |
| Moral Reforma       | Tabasco, Mexico                     |       |
| Motul de San José   | Département du Petén, Guatemala     |       |
| Mountain Cow        | District de Cayo, Belize            |       |
| La Muerta           | Département du Petén, Guatemala     |       |
| Mulchic             | Yucatán, Mexico                     |       |
| Muluch Tsekal       | Yucatán, Mexico                     |       |
| La Muñeca           | Campeche, Mexico                    |       |
| Muyil               | Quintana Roo, Mexico                |       |

### N
| Site         | Localisation                     | Photo |
| ------------ | -------------------------------- | ----- |
| Naachtun     | Département du Petén, Guatemala  |       |
| Naj Tunich   | Département du Petén, Guatemala  |       |
| Nakbe        | Département du Petén, Guatemala  |       |
| Nakum        | Département du Petén, Guatemala  |       |
| Naranjo      | Département du Petén, Guatemala  |       |
| La Naya      | Département du Petén, Guatemala  |       |
| Nebaj        | Département du Quiché, Guatemala |       |
| Nim Li Punit | District de Toledo, Belize       |       |
| Nocuchich    | Campeche, Mexico                 |       |
| Nohpat       | Yucatán, Mexico                  |       |

### O
| Site        | Localisation         | Photo |
| ----------- | -------------------- | ----- |
| Ojo de Agua | Campeche, Mexico     |       |
| Okop        | Quintana Roo, Mexico |       |
| Oxcutzcab   | Yucatán, Mexico      |       |
| Oxkintok    | Yucatán, Mexico      |       |
| Oxlahuntun  | Chiapas, Mexico      |       |
| Oxpemul     | Campeche, Mexico     |       |

### P
| Site                     | Localisation                                                                     | Photo |
| ------------------------ | -------------------------------------------------------------------------------- | ----- |
| El Pabellón              | Chiapas, Mexico                                                                  |       |
| Pacbitun                 | Belize                                                                           |       |
| Padre Piedra             | Chiapas, Mexico                                                                  |       |
| Pajaral                  | Département du Petén, Guatemala                                                  |       |
| Palenque                 | Chiapas, Mexico                                                                  |       |
| El Palmar (Chiapas)      | Chiapas, Mexico                                                                  |       |
| El Palmar (Quintana Roo) | Quintana Roo, Mexico                                                             |       |
| Panhale                  | Tabasco, Mexico                                                                  |       |
| Boca del Cerro           |                                                                                  |       |
| Pantaleón                | Département d'Escuintla, Guatemala                                               |       |
| El Paraíso (Maya site)   | Département de Copán, Honduras                                                   |       |
| El Parajal               | Département du Petén, Guatemala                                                  |       |
| La Pasadita              | Département du Petén, Guatemala                                                  |       |
| Pasión del Cristo        | Quintana Roo, Mexique                                                            |       |
| El Pato                  | Département du Petén, Guatemala                                                  |       |
| Pechal                   | Campeche, Mexique                                                                |       |
| El Perú                  | Département du Petén, Guatemala                                                  |       |
| Pestac                   | Chiapas, Mexique                                                                 |       |
| Pie de Gallo             | Département du Petén, Guatemala                                                  |       |
| Piedra Labrada           | Chiapas, Mexique                                                                 |       |
| Piedras Negras           | Département du Petén, Guatemala                                                  |       |
| Piedras (île)            | Campeche, Mexique                                                                |       |
| El Pilar                 | A la limite du District de Cayo, au Belize et du Département du Petén, Guatemala |       |
| Pixoy                    | Campeche, Mexique                                                                |       |
| Plan de Ayutla           | Chiapas, Mexique                                                                 |       |
| La Pochitoca             | Département du Petén, Guatemala                                                  |       |
| Santa Elena Poco Uinic   | département de Campeche, Mexique Polol, Département du Petén, Guatemala          |       |
| Pomona, Belize           | District de Stann Creek, Belize                                                  |       |
| Pomona, Tabasco          | Tabasco, Mexico                                                                  |       |
| Pomuch                   | Campeche, Mexique                                                                |       |
| El Portón                | Département de Baja Verapaz, Guatemala                                           |       |
| El Porvenir              | Département du Petén, Guatemala                                                  |       |
| El Puente                | Département de Copán, Honduras                                                   |       |
| Punta de Chimino         | Département du Petén, Guatemala                                                  |       |
| Pusilhà                  | District de Toledo, Belize                                                       |       |

### Q
| Site                      | Localisation                     | Photo |
| ------------------------- | -------------------------------- | ----- |
| "Site Q" (voir La Corona) | Département du Petén, Guatemala  |       |
| Quen Santo                | Département du Petén, Guatemala  |       |
| Quiriguá                  | Département d'Izabal, Guatemala  |       |
| Q'umarkaj                 | Département du Quiché, Guatemala |       |

### R
| Site                      | Localisation                    | Photo |
| ------------------------- | ------------------------------- | ----- |
| Resbalón                  | Quintana Roo, Mexique           |       |
| El Retiro                 | Chiapas, Mexique                |       |
| Río Amarillo              | Département de Copán, Honduras  |       |
| Río Azul (site maya) (es) | Département du Petén, Guatemala |       |
| Río Bec                   | Campeche, Mexique               |       |
| Río Michol                | Chiapas, Mexique                |       |
| El Rosal (Maya site)      |                                 |       |

### S
| Site                                 | Localisation                            | Photo |
| ------------------------------------ | --------------------------------------- | ----- |
| Sabacche                             | Yucatán, Mexique                        |       |
| Sacchana                             | Chiapas, Mexique                        |       |
| Sacnicte                             | Yucatán, Mexique                        |       |
| Sacul                                | Département du Petén, Guatemala         |       |
| Salinas de los Nueve Cerros          | Département d'Alta Verapaz, Guatemala   |       |
| San Andrés                           | Département de La Libertad, Salvador    |       |
| San Bartolo                          | Département du Petén, Guatemala         |       |
| San Clemente                         | Département du Petén, Guatemala         |       |
| San Diego                            | Département du Petén, Guatemala         |       |
| San Estevan                          | District d'Orange Walk, Belize          |       |
| San Gervasio                         | Quintana Roo, Mexique                   |       |
| San Lorenzo (Campeche)               | Campeche, Mexique                       |       |
| San Lorenzo (Chiapas)                | Chiapas, Mexique                        |       |
| San Mateo Ixtatán (voir Wajxaklajun) | Département de Huehuetenango, Guatemala |       |
| San Pedro (Dzitbalche)               | Campeche, Mexique                       |       |
| Santa Elena Poco Uinic               | Chiapas, Mexique                        |       |
| Santa Rita Corozal                   | District de Corozal, Belize             |       |
| Santa Rosa Xtampak                   | Campeche, Mexico                        |       |
| Santoton                             | Chiapas, Mexique                        |       |
| Sayil                                | Yucatán, Mexique                        |       |
| Seibal                               | Département du Petén, Guatemala         |       |
| Sihó                                 | Yucatán, Mexique                        |       |
| Silvituc                             | Campeche, Mexico                        |       |
| Simojovel                            | Chiapas, Mexique                        |       |
| Sisilha                              | Campeche, Mexico                        |       |
| La Sufricaya                         | Département du Petén, Guatemala         |       |

### T
| Site                      | Localisation                          | Photo |
| ------------------------- | ------------------------------------- | ----- |
| Tabi                      | Yucatán, Mexique                      |       |
| El Tabasqueño             | Campeche, Mexique                     |       |
| Takalik Abaj              | Département de Retalhuleu, Guatemala  |       |
| Tamarindito               | Département du Petén, Guatemala       |       |
| Tancah                    | Quintana Roo, Mexique                 |       |
| Tayasal                   | Département du Petén, Guatemala       |       |
| Tazumal                   | Département de Santa Ana, Salvador    |       |
| Techoh                    | Yucatán, Mexique                      |       |
| Telantunich               | Quintana Roo, Mexique                 |       |
| Teleman                   | Département d'Alta Verapaz, Guatemala |       |
| El Temblor                | Département du Petén, Guatemala       |       |
| Tenam Puente              | Chiapas, Mexico                       |       |
| Tenam Rosario             | Chiapas, Mexique                      |       |
| Ticul                     | Yucatan, Mexique                      |       |
| Tiho (aujourd’hui Mérida) | Yucatan, Mexique                      |       |
| Tikal                     | Département du Petén, Guatemala       |       |
| Tila                      | Chiapas, Mexique                      |       |
| El Tintal                 | Département du Petén, Guatemala       |       |
| Tohcok                    | Campeche, Mexique                     |       |
| Tonalá                    | Chiapas, Mexique                      |       |
| Toniná                    | Chiapas, Mexique                      |       |
| Topoxté                   | Département du Petén, Guatemala       |       |
| Tortuguero                | Tabasco, Mexique                      |       |
| Tres Islas                | Département du Petén, Guatemala       |       |
| La Trinidad de Nosotros   | Département du Petén, Guatemala       |       |
| Tulum                     | Quintana Roo, Mexico                  |       |
| Tunkuyi                   | Campeche, Mexique                     |       |
| Tzendales                 | Chiapas, Mexique                      |       |
| Tzibanche                 | Quintana Roo, Mexique                 |       |
| Tzocchen                  | Campeche, Mexique                     |       |
| Tzum                      | Campeche, Mexique                     |       |

### U
| Site                     | Localisation                     | Photo |
| ------------------------ | -------------------------------- | ----- |
| Uaxactun                 | Département du Petén, Guatemala  |       |
| Uaymil                   | Campeche, Mexique                |       |
| Ucanal                   | Département du Petén, Guatemala  |       |
| Uci                      | Yucatán, Mexique                 |       |
| Ukum                     | Yucatán, Mexique                 |       |
| Uolantun                 | Département du Petén, Guatemala  |       |
| Utatlan (voir Q'umarkaj) | Département du Quiché, Guatemala |       |
| Uxbenka                  | District de Toledo, Belize       |       |
| Uxmal                    | Yucatán, Mexique                 |       |
| Uxul                     | Département du Petén, Guatemala  |       |

### W
| Site                                        | Localisation                            | Photo |
| ------------------------------------------- | --------------------------------------- | ----- |
| Wajxaklajun (aujourd'hui San Mateo Ixtatán) | Département de Huehuetenango, Guatemala |       |
| Waka' (voir El Perú)                        | Département du Petén, Guatemala         |       |
| Waxaktun (voir Uaxactun)                    | Département du Petén, Guatemala         |       |
| Witzinah                                    | Yucatán, Mexique                        |       |
| Witzna                                      | Département du Petén, Guatemala         |       |

### X
| Site                                                        | Localisation                    | Photo |
| ----------------------------------------------------------- | ------------------------------- | ----- |
| Xbalche                                                     | Campeche, Mexique               |       |
| Xcalumkin                                                   | Campeche, Mexique               |       |
| Xcambo                                                      | Yucatán, Mexique                |       |
| Xcaret                                                      | Quintana Roo, Mexique           |       |
| X'Castillo                                                  | Yucatán, Mexique                |       |
| Xcocha                                                      | Campeche, Mexique               |       |
| Xcochkax                                                    | Campeche, Mexique               |       |
| Xcorralche                                                  | Yucatán, Mexique                |       |
| Xcucsuc                                                     | Campeche, Mexique               |       |
| Xculoc                                                      | Campeche, Mexique               |       |
| Xel-Ha                                                      | Quintana Roo, Mexique           |       |
| Xicalango                                                   | Campeche, Mexique               |       |
| Xkalachetzimin                                              | Campeche, Mexique               |       |
| Xkichmook                                                   | Yucatán, Mexique                |       |
| Xkipche                                                     | Yucatán, Mexique                |       |
| Xkombec                                                     | Campeche, Mexique               |       |
| Xkukican                                                    | Yucatán, Mexique                |       |
| Xlapak                                                      | Yucatán, Mexique                |       |
| Xmakabatun                                                  | Département du Petén, Guatemala |       |
| Xnaheb                                                      | District de Toledo, Belize      |       |
| Xnucbec                                                     | Campeche, Mexique               |       |
| Xpuhil                                                      | Campeche, Mexique               |       |
| Xtampak (également connu sous le nom de Santa Rosa Xtampak) | Campeche, Mexique               |       |
| Xtobo                                                       | Yucatán, Mexique                |       |
| Xul                                                         | Yucatán, Mexique                |       |
| Xultun                                                      | Département du Petén, Guatemala |       |
| Xunantunich                                                 | District de Cayo, Belize        |       |
| Xupa                                                        | Chiapas, Mexique                |       |
| Xutilha                                                     | Département du Petén, Guatemala |       |

### Y
| Site           | Localisation                    | Photo |
| -------------- | ------------------------------- | ----- |
| Yaaxhom        | Yucatán, Mexique                |       |
| Yakalmai       | Campeche, Mexique               |       |
| Yalcabakal     | Campeche, Mexique               |       |
| Yaltutud       | Département du Petén, Guatemala |       |
| Yaxche-Xlabpak | Campeche, Mexique               |       |
| Yaxchilan      | Chiapas, Mexique                |       |
| Yaxcopoil      | Yucatán, Mexique                |       |
| Yaxha          | Département du Petén, Guatemala |       |
| Yaxuna         | Yucatán, Mexique                |       |
| Yo'okop        | Quintana Roo, Mexique           |       |
| Yula           | Yucatán, Mexique                |       |

### Z
| Site         | Localisation                            | Photo |
| ------------ | --------------------------------------- | ----- |
| Zacpeten     | Département du Petén, Guatemala         |       |
| Zaculeu      | Département de Huehuetenango, Guatemala |       |
| El Zapote    | Département du Petén, Guatemala         |       |
| Zapote Bobal | Département du Petén, Guatemala         |       |
| El Zotz      | Département du Petén, Guatemala         |       |